# Rasmus Bengtsson (Eishockeyspieler)
Rasmus Bengtsson (* 14. Mai 1993 in Landskrona) ist ein schwedischer Eishockeyspieler, der seit Mai 2014 erneut beim Rögle BK in der Svenska Hockeyligan unter Vertrag steht und derzeit an IF Björklöven aus der HockeyAllsvenskan ausgeliehen ist.      

## Karriere
Rasmus Bengtsson begann seine Karriere als Eishockeyspieler in der Nachwuchsabteilung von IF Lejonet. Von dort aus wechselte er zu Rögle BK, für dessen Profimannschaft er in der Saison 2010/11 sein Debüt in der HockeyAllsvenskan, der zweiten schwedischen Spielklasse, gab. In seinem Rookiejahr erzielte der Verteidiger in 45 Spielen zwei Tore und gab sieben Vorlagen. Mit seiner Mannschaft qualifizierte er sich für die Kvalserien, in der er mit Rögle den Aufstieg in die Elitserien verpasste. Während der Aufstiegsrunde bereitete er in sechs Spielen ein Tor vor. 
Mit seinen Leistungen konnte er die Talentscouts überzeugen und wurde im Anschluss an die Spielzeit zunächst im KHL Junior Draft in der vierten Runde als insgesamt 80. Spieler von Salawat Julajew Ufa ausgewählt sowie anschließend im NHL Entry Draft in der zweiten Runde als insgesamt 59. Spieler von den Florida Panthers. Zwischen 2011 und 2013 stand Bengtsson für die Muskegon Lumberjacks in der Juniorenliga United States Hockey League auf dem Eis. 
In der Spielzeit 2013/14 spielte er für den VIK Västerås HK, bevor er im Mai 2014 innerhalb der Liga zum Rögle BK wechselte und mit der Mannschaft am Ende der Saison in die Svenska Hockeyligan aufstieg. Im September 2015 wurde der Schwede an den Zweitligisten IF Björklöven ausgeliehen. 

### International
Für Schweden nahm Karlsson an der U18-Junioren-Weltmeisterschaft 2011 teil, bei der er mit seiner Mannschaft die Silbermedaille gewann. Zu diesem Erfolg trug er mit vier Torvorlagen in sechs Spielen bei. 

## Erfolge und Auszeichnungen
- 2010 Bronzemedaille bei der World U-17 Hockey Challenge
- 2010 Bronzemedaille beim Ivan Hlinka Memorial Tournament
- 2011 Silbermedaille bei der U18-Junioren-Weltmeisterschaft
- 2013 Silbermedaille bei der U20-Junioren-Weltmeisterschaft
- 2015 Aufstieg in die Svenska Hockeyligan mit dem Rögle BK

## HockeyAllsvenskan-Statistik
(Stand: Ende der Saison 2010/11)